# Нечаевка (Пензенская область)
Неча́евка (Никольское, Симанщина) — село в Мокшанском районе Пензенской области России, центр Нечаевского сельского совета.

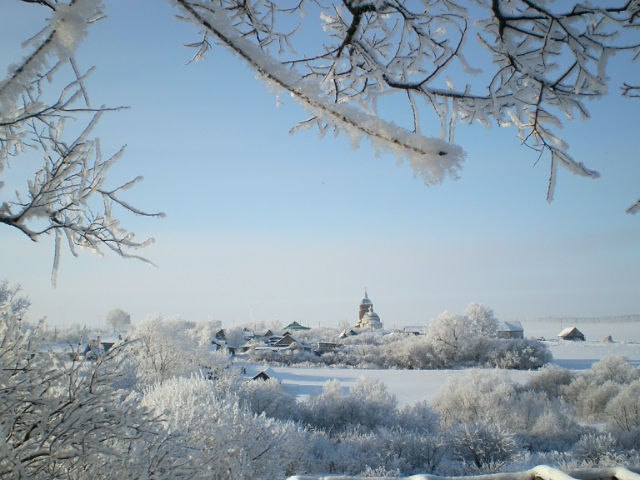
Вид на зимнюю Нечаевку

## География
Село расположено в 20 км к юго-западу от райцентра Мокшан, железнодорожная станция Симанщина на линии Пенза-Ряжск.
образования.
Территория Нечаевского сельсовета расположена в пределах Сурско — Мокшанской возвышенности и характеризуется более возвышенным положением платообразных участков, имеющих глубокое расчленение.
Рельеф в основном носит явно выраженный эрозийный характер и, тем самым, способствует интенсивному развитию линейной эрозии.

## Климат
Климат на территории сельсовета умеренно — континентальный, что создаетблагоприятные условия для проживания, жилищного строительства.
В целом, климатические условия сельсовета благоприятны для возделывания большинства сельскохозяйственных культур, но в отдельные годы значительный ущерб сельскому хозяйству наносят засухи, ливневый характер осадков, быстрое снеготаяние.

## Природные ресурсы
Почвенный покров на территории сельсовета неоднороден. Выделены черноземы, выщелоченные и оподзоленные (в различной степени), темно-серые лесные почвы, серые лесные. По механическому составу почвы встречаются тяжелосуглинистые, легкосуглинистые, среднесуглинистые и песчаные.

## Земляные ресурсы
Земля является основной для жизнедеятельности человека. Все виды производства в той или иной степени зависят от земляных ресурсов. Кроме того, она является важнейшим природным ресурсом, в котором находятся полезные элементы, используемые растениями, обеспечивающие развитие флоры и фауны.
Из общей площади территории сельсовета 90,5 % занимают земли сельскохозяйственного назначения, 2,6 % — земли населенных пунктов, 4,3 % — земли лесного фонда, 2,6 % — земли промышленности.

## История
Основано помещиком Петром Панкратовичем Нечаевым между 1721 и 1745 годами. В 1747 году здесь новопоселенное имение Настасьи Ивановны Пересекиной, внучки Петра Нечаева. С 1780 года в составе Пензенского уезда.
В конце XVIII века село показано за Варварой Ивановной Чарыковой(дев. Нечаевой) и Тимофеем Адамовичем Кеком. В период отмены крепостного права село показано за капитаном артиллерии Николаем Ивановичем Чарыковым, у него 109 ревизских душ крестьян, 10 ревизских душ дворовых людей, 46 тягол на барщине и 1 тягло на оброке, у крестьян 30 дворов на 16 десятинах усадебной земли, 258 десятин пашни, у помещика 290 дес. удобной земли (в том числе 8 дес. леса) и сверх того 31 дес. неудобной земли (Приложение к Трудам, том 2, Пенз. у., № 53).
В 1843 году построена (в 1882 реконструирована) каменная церковь во имя Николая Чудотворца. В 1877 году в составе Дурасовской волости Пензенского уезда, церковь, лавка. Имелся овчарный завод; в 1911 — солодорастительный завод торгового дома Карпова.
В 1926 году село Нечаевка — центр сельсовета Студенецкой укрупненной волости Пензенского уезда. Северная часть села концентрировалась вокруг церкви, село развивалась на восток и юго-восток, в сторону железнодорожной станции Симанщина, благодаря которой и разрасталась Нечаевка в крупный населенный пункт. В 1930-е годы вокруг села возник ряд социально-производственных инфраструктур: свиносовхоз имени Лассаля (в 1930 — 31 житель), коммуна имени Рыкова (в 1930 — 63 жителя).
В 1943 — 1963 годах — районный центр Нечаевского района Пензенской области. В 1955 году — центр сельсовета Нечаевского района, центральная усадьба колхоза имени Буденного и совхоза имени Лассаля.

## Население
| 1745  | 1762  | 1790  | 1864  | 1877  | 1897  | 1912  |
| ----- | ----- | ----- | ----- | ----- | ----- | ----- |
| 170   | ↘137  | ↗518  | ↗778  | ↗799  | ↘580  | ↗920  |
| 1926  | 1939  | 1959  | 1970  | 1979  | 1989  | 1998  |
| ↗1195 | ↗2000 | ↗2795 | ↘1907 | ↗2816 | ↘2480 | ↘2345 |
| 2002  | 2004  | 2010  |       |       |       |       |
| ↘2287 | ↘2286 | ↘1962 |       |       |       |       |

## Экономика

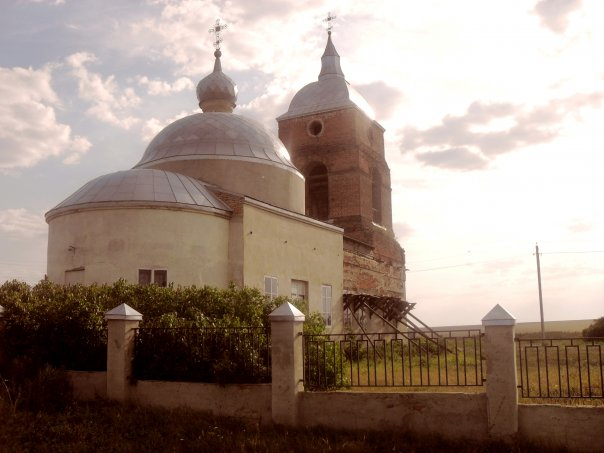
Церковь во имя Николая Чудотворца

В конце 1990-х гг. насчитывается 17 улиц; комбикормовый завод, нефтебаза, свеклобаза, сельскохозяйственное ЗАО «АПК „Нечаевский“» зерно-молочного направления (сельхозугодий — 9526 га, из них пашни — 8800 га, урожайность зерновых — 20.8 ц/га, надой на 1 фуражную корову — 4500 кг).

## Достопримечательности
- Церковь во имя Николая Чудотворца (памятник архитектуры).
- Памятник воинам, погибшим в годы Великой Отечественной войны, уроженцецам Нечаевки и соседних сёл.
- В 2 км к юго-западу от села — курганный могильник (середина 2-го тыс. до н. э.).
- Могила Героя Советского Союза Василия Ивановича Кашенкова (1918—1993) на сельском кладбище.

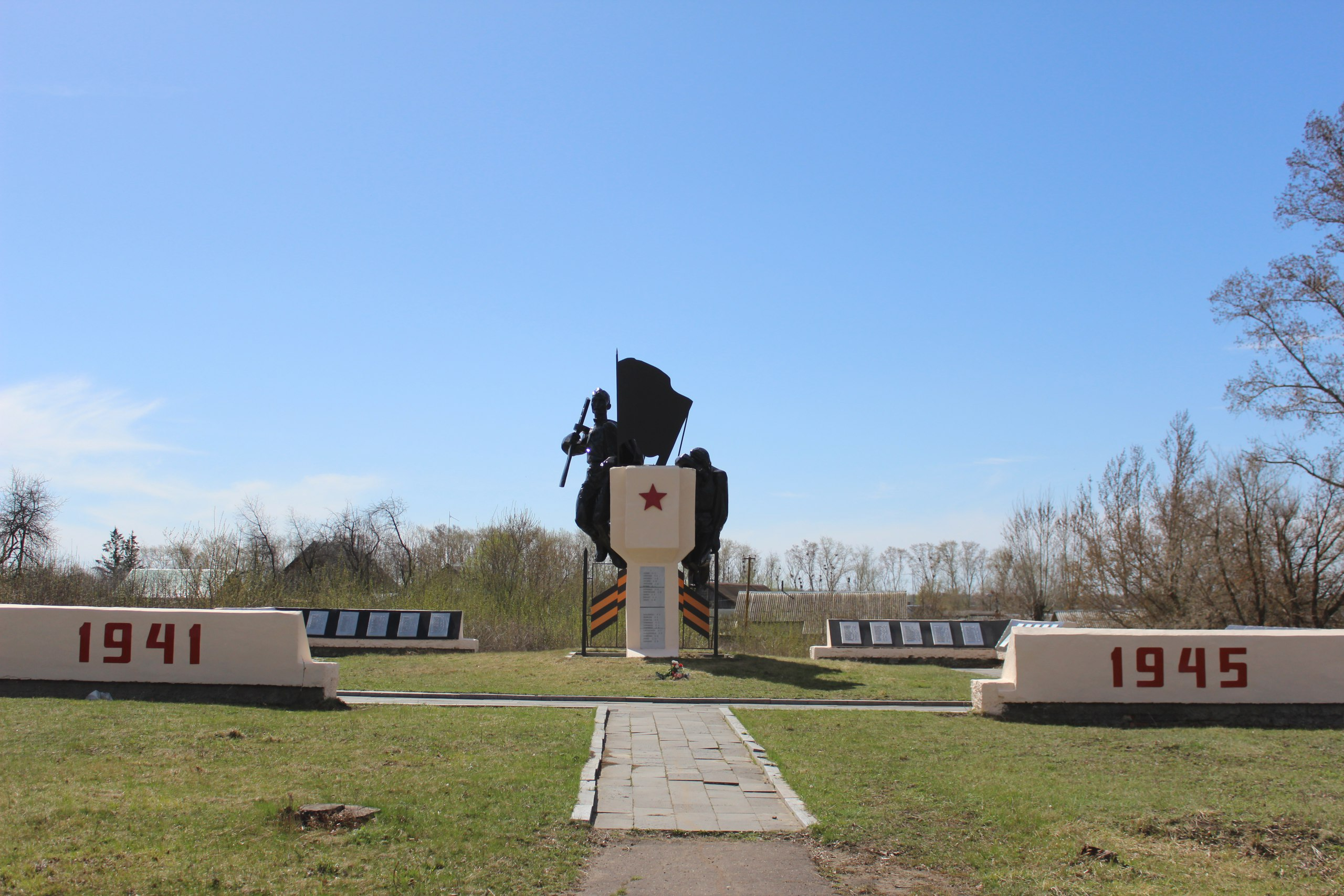
Памятник воинам, погибшим в годы Великой Отечественной войны, уроженцецам Нечаевки и соседних сёл